# Seznam guvernerjev Južne Karoline
Seznam guvernerjev Južne Karoline.

## Proprietarna doba (1670-1719)
- William Sayle 1670-1671
- Joseph West (imenoval ga svet) 1671-1672
- Sir John Yeamans 1672 - 1674
- Joseph West 1674 - 1682
- Joseph Morton 1682 - 1684
- Richard Kyrle 1684
- Robert Quarry (imenoval ga svetl) 1684 - 1685
- Joseph West 1685
- Joseph Morton 1685 - 1686
- James Colleton 1686 - 1690
- Seth Sothell 1690 - 1692
- Philip Ludwell 1692 - 1693
- Thomas Smith 1693 - 1694
- Joseph Blake (imenoval ga svet) 1694
- John Archdale 1694 - 1696
- Joseph Blake 1696 - 1700
- James Moore (imenoval ga svet) 1700 - 1702
- Sir Nathaniel Johnson 1702 - 1703
- Edward Tynte 1703 - 1709
- Robert Gibbes (imenoval ga svet) 1710 - 1711
- Charles Craven 1711 - 1716
- Robert Daniell (namestnik guvernerja) 1716 - 1717
- Robert Johnson 1717 - 1719

## Kraljeva doba (1719-1776)
- James Moore (izvoljen) 1719 - 1721
- Sir Francis Nicholson 1721 - 1729
- Arthur Middleton (predsednik svet in v.d. guvernerja) 1724 - 1729
- Robert Johnson 1729 - 1735
- Thomas Broughton (namestnik guvernerja) 1735 - 1737
- William Bull (predsednik svet, lnamestnik guvernerja) 1737 - 1743
- James Glen 1743 - 1756
- William Henry Lyttleton 1756 - 1760
- Thomas Boone 1761 - 1764
- William Bull II (namestnik guvernerja) 1764 - 1766
- Lord Charles Greville Montague 1766 - 1773 (nadaljeval kot namestnik guvernerja)
- William Bull II. 1773 - 1775
- Lord William Campbell 1775

- Henry Laurens (predsednik varnostnega) 1775 - 1776

## Država (1776 do danes)
- 1776-1778 : John Rutledge
- 1778-1779 : Rawlins Lowndes
- 1779-1782 : John Rutledge
- 1782-1783 : John Mathews
- 1783-1785 : Benjamin Guerard
- 1785-1787 : William Moultrie
- 1787-1789 : Thomas Pinckney
- 1789-1792 : Charles Pinckney
- 1792-1794 : William Moultrie
- 1794-1796 : Arnoldus Vander Horst
- 1796-1798 : Charles Pinckney
- 1798-1800 : Edward Rutledge
- 1800-1802 : John Drayton
- 1802-1804 : James Burchill Richardson
- 1804-1806 : Paul Hamilton
- 1806-1808 : Charles Pinckney
- 1808-1810 : John Drayton
- 1810-1812 : Henry Middleton
- 1812-1814 : Joseph Alston
- 1814-1816 : David Rogerson Williams
- 1816-1818 : Andrew Pickens
- 1818-1820 : John Geddes
- 1820-1822 : Thomas Bennett mlajši
- 1822-1824 : John Lyde Wilson
- 1824-1826 : Richard Irvine Manning I
- 1826-1828 : John Taylor
- 1828-1830 : Stephen Decatur Miller
- 1830-1832 : James Hamilton mlajši
- 1832-1834 : Robert Young Hayne
- 1834-1836 : George McDuffie
- 1836-1838 : Pierce Mason Butler
- 1838-1840 : Patrick Noble
- 1840-1840 : Barnabus Kelet Henagan
- 1840-1842 : John Peter Richardson
- 1842-1844 : James Henry Hammond
- 1844-1846 : William Aiken
- 1846-1848 : David Johnson
- 1848-1850 : Whitemarsh Benjamin Seabrook
- 1850-1852 : John Hugh Means
- 1852-1854 : John Lawrence Manning
- 1854-1856 : James Hopkins Adams
- 1856-1858 : Robert Francis Withers Allston
- 1858-1860 : William Henry Gist
- 1860-1862 : Francis Wilkinson Pickens
- 1862-1864 : Milledge Luke Bonham
- 1864-1865 : Andrew Gordon Magrath
- 1865-1865 : Benjamin Franklin Perry
- 1865-1868 : James Lawrence Orr
- 1868-1872 : Robert Kingston Scott
- 1872-1874 : Franklin J. Moses mlajši
- 1874-1877 : Daniel Henry Chamberlain
- 1877-1879 : Wade Hampton III
- 1879-1880 : William Dunlap Simpson
- 1880-1880 : Thomas Bothwell Jeter
- 1880-1882 : Johnson Hagood
- 1882-1886 : Hugh Smith Thompson
- 1886-1886 : John Calhoun Sheppard
- 1886-1890 : John Peter Richardson
- 1890-1894 : Benjamin Ryan Tillman
- 1894-1897 : John Gary Evans
- 1897-1899 : William Haselden Ellerbe
- 1899-1903 : Miles Benjamin McSweeney
- 1903-1907 : Duncan Clinch Heyward
- 1907-1911 : Martin F. Ansel
- 1911-1915 : Coleman L. Blease
- 1915-1915 : Charles Aurelius Smith
- 1915-1919 : Richard Irvine Manning III
- 1919-1922 : Robert Archer Cooper
- 1922-1923 : Wilson Godfrey Harvey
- 1923-1927 : Thomas Gordon McLeod
- 1927-1931 : John Gardiner Richards
- 1931-1935 : Ibra Charles Blackwood
- 1935-1939 : Olin D. Johnston
- 1939-1941 : Burnett R. Maybank
- 1941-1942 : Joseph Emile Harley
- 1942-1943 : Richard Manning Jefferies
- 1943-1945 : Olin D. Johnston
- 1945-1947 : Ransome Judson Williams
- 1947-1951 : Strom Thurmond
- 1951-1955 : James Francis Byrnes
- 1955-1959 : George Bell Timmerman
- 1959-1963 : Ernest »Fritz« Hollings
- 1963-1965 : Donald Stuart Russell
- 1965-1971 : Robert Evander McNair
- 1971-1975 : John C. West
- 1975-1979 : James Burrows Edwards
- 1979-1987 : Richard Wilson Riley
- 1987-1995 : Carroll A. Campbell mlajši
- 1995-1999 : David Muldrow Beasley
- 1999-2003 : James Hovis Hodges
- 2003- : Mark Sanford